# Oslo, Minnesota
Oslo är en stad (city) i Marshall County i delstaten Minnesota i USA. Befolkningen var 330 vid folkräkningen år 2010. Den har enligt United States Census Bureau en area på 0,98 km².